# لشکر چهل و پنجم پیاده‌نظام (ورماخت)
لشکر چهل و پنجم پیاده‌نظام (به آلمانی: 45. Infanterie-Division) یکی از لشکرهای پیاده‌نظام نیروی زمینی آلمان در دوره رایش سوم بود که در جنگ جهانی دوم به عملیات پرداخت.

## تاریخچه عملیاتی

### شوروی
با آغاز عملیات بارباروسا در روز ۲۲ ژوئن سال ۱۹۴۱، تمامی نیروهای لشکر چهل و پنجم پیاده‌نظام به عنوان بخشی از گروه زرهی ۲ از گروه ارتش مرکز با پشتیبانی چندین توپ ریلی، با تحمل تلفات سنگین، به شدت درگیر پاکسازی قلعه برست و فائق آمدن بر مقاومت مدافعان آن شد. با پایداری شدید عناصر ارتش سرخ کار سلطه بر این موضع برای این لشکر تا روز ۱۲ ژوئیه به طول انجامید. پس از پایان نبرد ۴۰۰ نفر از سربازان دشمن به اسارت درآمدند. نیروهای لشکر ۴۱۴ تن از هم‌قطاران کشته‌شده خود را روز ۱ ژوئیه طی مراسمی دفن کردند. با اتمام کار در برست، لشکر حرکت خود را جهت رسیدن به مابقی نیروهای گروه ارتش مرکز که قریب به ۲۵۰ کیلومتر به سمت شرق پیشروی کرده بودند، آغاز نمود.